# Hylarana fonensis
Hylarana fonensis är en groddjursart som först beskrevs av Rödel och Bangoura 2004.  Hylarana fonensis ingår i släktet Hylarana och familjen egentliga grodor. IUCN kategoriserar arten globalt som otillräckligt studerad. Inga underarter finns listade i Catalogue of Life.